# Oberonia nephroglossa
Oberonia nephroglossa är en orkidéart som beskrevs av Rudolf Schlechter. Oberonia nephroglossa ingår i släktet Oberonia och familjen orkidéer. Inga underarter finns listade i Catalogue of Life.